# Canal 9
Canal 9 är en TV-kanal inom Canal+ i Danmark. 
Kanalen lanserdes i Danmark den 17 juli 2009 och sänder där främst dokumentärer, serier och filmer men också sport. Kanalen har flera sporträttigheter, bland annat för SAS Ligaen.   Den 25 november 2011 lanserars en norsk version av kanalen, i samband med det läggs TV4 Faktas norska version ner.
Den norske slutade senda i 2014.